# Ахба, Игорь Муратович
И́горь Мура́тович А́хба (абх. Игор Мурат-иҧа Ахба; род. 5 февраля 1949, Сухуми, Абхазская АССР, Грузинская ССР, СССР) — абхазский политический деятель; Чрезвычайный и полномочный посол Абхазии в России (2008—2021); министр иностранных дел Абхазии (с июля по декабрь 2004).

## Биография

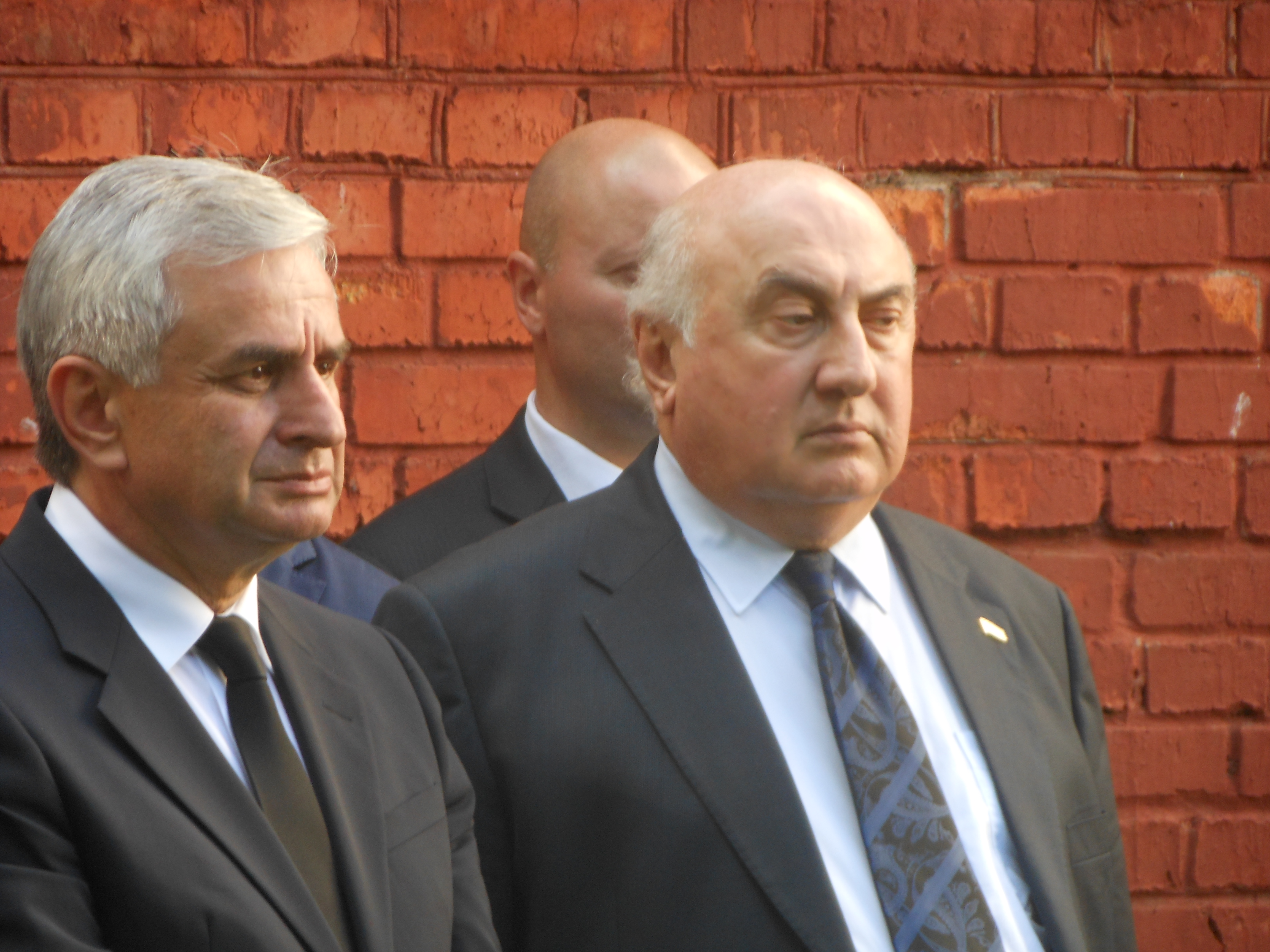
Президент Абхазии Рауль Хаджимба и Игорь Ахба прощаются в Москве с Фазилем Искандером,
2 августа 2016 года

В 1971 году окончил юридический факультет Московского государственного университета им. М. В. Ломоносова, а в 1975 году — аспирантуру Института государства и права АН СССР по специальности «государственное и международное право».
С 1976 по 1989 годы работал научным сотрудником в Государственной библиотеке СССР им. В. И. Ленина.
С 1989 по 1992 годы работал на должности референта аппарата Верховного Совета СССР.
Один из основателей общества абхазской культуры в Москве, абхазской газеты и абхазской воскресной школы.
С 1992 по июль 2004 года и с декабря 2004 по 2008 годы занимал пост полномочного представителя Республики Абхазии в России.
В июле—декабре 2004 года занимал должность министра иностранных дел Республики Абхазии.
14 ноября 2008 года был назначен Чрезвычайным и Полномочным Послом Абхазии в Российской Федерации и 16 января 2009 года в Александровском зале Большого Кремлёвского дворца вручил верительные грамоты Президенту Российской Федерации Дмитрию Анатольевичу Медведеву.

## Семья
Женат, имеет дочь.

## Награды
- Орден «Честь и слава» 3-й степени.
- Нагрудный знак МИД России «За вклад в международное сотрудничество» (2014)[2]

## Дипломатический ранг
- Чрезвычайный и полномочный посол (2002 год)